# Stetten (Engen)
Stetten ist ein Stadtteil von Engen im baden-württembergischen Landkreis Konstanz.

## Lage
Stetten liegt nordwestlich der Stadtmitte von Engen im nördlichsten Teil des Hegaus.
Auf der nördlich der Ortsmitte liegenden Kammhöhe (bis zu 867,2 m ü. NHN) verläuft die europäische Rhein-Donau-Wasserscheide.

## Geschichte
1236 wurde Stetten erstmals urkundlich erwähnt. 1315 wurden der Ort mit der Burg Neuhewen aus der Herrschaft Hewen herausgenommen und österreichisch, später fürstenbergisch und kam 1806 zum badischen Amt Engen.
Bis zum 31. Dezember 1972 gehörte Stetten zum Landkreis Donaueschingen. Der einst selbständige Ort wurde am 1. Januar 1975 nach Engen eingemeindet.

## Wirtschaft und Infrastruktur

### Verkehr
Stetten liegt an den Kreisstraßen 6129 und 6130. Nördlich verläuft die Bundesautobahn 81.

### Wanderwege
Durch Stetten führen neben einigen vom Schwarzwaldverein ausgeschilderten Wanderwegen auch der „Stettener Panoramaweg“, ein rund siebeneinhalb Kilometer langer Rundweg mit herrlichen Aussichten über den Hegau bis in die Alpen, sowie der Schwarzwald-Jura-Bodensee-Weg.

## Kultur und Sehenswürdigkeiten
Nördlich des Ortes liegt die Ruine der Burg Neuhewen (auch Schloss Neuhöwen und im Volksmund Stettener Schlößle genannt). Die Höhenburg auf dem Neuhewen (867,2 m ü. NHN) wurde in der Mitte des 13. Jahrhunderts von den Herren von Engen (Hewen) errichtet.